# الیزابت جاکولین امبلر برنت کارینگتون
الیزابت جاکولین امبلر برنت کارینگتون (Elizabeth Jaquelin Ambler Brent Carrington) (زادهٔ ۱۱ مارس ۱۷۶۵ – درگذشته ۱۵ فوریه ۱۸۴۲) که به نام بتسی امبلر کارینگتون (Betsy Ambler Carrington) نیز شناخته می‌شود، انجمن بشردوستانهٔ زنان را در ریچموند، ویرجینیا تأسیس کرد. این انجمن امروزه بنیاد یادبود برای کودکان نامیده می‌شود. این انجمن به‌عنوان اولین بنیاد در این حوزه در ویرجینیا شناخته می‌شود و امنیت و سرپناهی برای دختران بی‌بضاعت فراهم نموده و آن‌ها را از فقر و احتمال تن‌دادن به روسپی‌گری برای امرار معاش، دور نگه داشته است.
الیزابت در طول زندگی، با دوستان و خانواده‌اش در ارتباط بود و با آن‌ها مکاتبه می‌کرد. نامه‌ها و مقاله‌های او در کتابخانهٔ کنگره، ماونت ورنون، بنیاد مستعمرات ویلیامزبورگ و دانشگاه ویرجینیا نگهداری می‌شوند. او در آن نامه‌ها، زندگی خود در دوران کودکی، داستان ازدواج کوتاه مدتش با ویلیام برنت که به یک‌باره پس از چند ماه از ازدواج‌شان از دنیا رفت و همچنین ازدواج دومش با ادوارد کارینگتون را نقل کرده‌است. الیزابت با جان مارشال، جورج و مارتا واشینگتن، خواهرانش و دیگر دوستان و اقوام خود ارتباط داشت و برای آن‌ها از احوال خود می‌نوشت.

## اوایل زندگی
الیزابت جاکولین بتسی امبلر، فرزند ربکا بورول امبلر و جاکولین امبلر، در ۱۱ مارس ۱۷۶۵ در یورک‌تاون، ویرجینیا چشم به جهان گشود. پدرش بازرگانی موفق بود و در جنگ انقلاب آمریکا در شورای دولت در ریچموند فعالیت می‌کرد. در سال ۱۷۸۲، او خانوادهٔ خود را به ریچموند منتقل کرد و در آنجا خزانه‌دار ایالتی شد. سرمایهٔ خانوادهٔ امبلر در زمان جنگ کاهش یافت و از یک عمارت بزرگ به خانه‌ای نُقلی در شهر کوچک ریچموند نقل‌مکان کردند. ربکا بورول معشوقهٔ توماس جفرسون بود ولی به پیشنهاد ازدواج او جواب رد داد تا با جاکولین امبلر ازدواج کند.
خانوادهٔ امبلر هشت فرزند داشتند. فقط چهار دختر به نام‌های الیزابت، مری، آن (نانسی) و لوسی در کودکی نجات یافتند. الیزابت و خواهرانش در خانه به کمک پدرشان به کسب دانش پرداختند. کارینگتون به اهمیت تحصیل برای بانوان معتقد بود و کتاب‌هایی در زمینه‌های مختلف مطالعه می‌کرد.
الیزابت خاطرات تحصیل خود را در نامه‌ای در سال ۱۸۰۷ به خواهرش، نانسی، این‌گونه توصیف می‌کند:
بدین‌گونه پدر عزیزمان خود را وقف آموزش به ما کرد و از هرچه در توان داشت برای آموزش ما مایه گذاشت، آن‌هم در روزگاری که در سال یک‌بار به دختران در کشور ما با یک بارِ بیست‌وپنج پوندی از پشم، خواندن و نوشتن یاد می‌دادند … این خوش‌اقبالی ما بی‌نظیر بود. 
دو خواهر وی با خانواده‌های سرشناسی وصلت کردند. یکی از آن‌ها با جان مارشال و دیگری با دنیل کال که هر دو در ریچموند وکیل بودند، ازدواج کردند. جان مارشال از خواهر او، مری، خواستگاری کرد و سپس باهم پیوند زناشویی بستند. اگرچه مارشال جوانی لاغر اندام با ظاهری روستایی بود، ولی مری در آن کاپیتان جوان، شخصیتی نجیب و بی‌نهایت شاد و گرم و دوست‌داشتنی می‌دید که بعدها دوستانش نیز به آن اعتراف می‌کردند. او اعضای خانوادهٔ امبلر را مجذوب خود کرده بود.
الیزابت پیرو کلیسای اسقفی بود.

## ازدواج
کارینگتون در ۱۳ مارس ۱۷۸۵ با ویلیام برنت از شهرستان استفورد، ویرجینیا ازدواج کرد. گواهی ازدواج آن دو را برادرخواندهٔ او، جان مارشال که وکیل بود، صادر کرد. برنت حدود سه ماه بعد در ۱۵ ژوئن ۱۷۸۵ به‌طور ناگهانی چشم از جهان فروبست. کارینگتون بیش از شش ماه در سال ۱۷۸۵ به دوستش میلدرد اسمیت دربارهٔ خواستگاری برنت و این‌که آشنایی او با خانواده‌اش چقدر خوب پیش رفته بود و آن دو چقدر خوشبخت بودند، نوشت. همچنین از بیوه‌شدن، بدبختی و بی‌کسی پس از مرگ شوهرش سخن گفته‌است.
در دسامبر ۱۷۹۲، او با یکی از دوستان خوب مشترک بتسی و همسر اولش، ادوارد کارینگتون ازدواج کرد. هر دو شوهر وی از دوستان جورج واشینگتن بودند که کارینگتون‌ها یک ماه قبل از مرگ واشینگتن، او را ملاقات کردند. همسر او در ۲۸ اکتبر ۱۸۱۰ چشم از جهان فروبست. کارینگتون فرزندی نداشت. در خلال دو ازدواج با سایر خانواده‌های مهم ویرجینیا آشنا شد.

## جنگ انقلاب آمریکا
در سال ۱۸۰۷، کارینگتون در نامه‌ای به خواهرش نانسی، از خاطراتش در مورد دوران «سردرگمی بزرگ» جنگ انقلاب آمریکا، زمانی که تقریباً تمام مردان به جنگ رفته بودند و زمام امور به دست کلیساها بود، نوشت. شهر تبدیل به پادگان شده بود و پدرشان بیشتر وقت‌ها در ویلیامزبورگ بود. احساس امنیت او فقط از این بابت تأمین می‌شد که منزل‌شان در همسایگی خانهٔ سرهنگ مارشال، افسر فرمانده و پدر جان مارشال، کاپیتان جنگ قرار گرفته بود.
در طول جنگ، زنان ناچار شدند، از نقش سنتی خود به‌عنوان مراقب و خانه‌دار گامی فراتر نهاده و نقش مردان را برعهده بگیرند.
بتسی امبلر برنت وقتی از چشم‌انداز سال ۱۸۱۰ به دوران جوانی خود می‌نگریست، درمی‌یافت که «ضرورت به ما آموخت تا به‌گونه‌ای تلاش و تقلا کنیم که دختران کنونی چیزی از آن درک نمی‌کنند».— مری بث نورتون که مطالعاتی را در مورد زنان طی جنگ انقلاب آمریکا تکمیل کرد.

## انجمن بشردوستانهٔ زنان
در حدود سال ۱۸۰۵، او به کمک دختران یتیم، انجمن بشردوستانهٔ زنان ریچموند را بنا نهاد. در آن سال، ژان مونکور وود، همسر جیمز وود فرماندار سابق و مری اسپیر نیکلاس، همسر لوی دادستان کل ایالت فیلیپ نوربون نیکلاس به‌همراه کارینگتون برای سازمان آیین‌نامه و قانون ترسیم کردند. احتمالاً کارینگتون به‌دلیل خاطراتش از راشل وارینگتون، باورهای مذهبی و نیز اعتقادش به اهمیت تحصیلات دختران و بانوان، این کار را انجام داد. ممکن است این انجمن در ویرجینیا، نخستین مورد در نوع خودش باشد.
تا دسامبر ۱۸۱۰، بیست‌وهفت زن دیگر عضو سازمان شده بودند. در ژانویه ۱۸۱۱، دادخواستی مبنی بر تصویب ثبت حقوقی در هیئت قانون‌گذاری ویرجینیا پذیرفته شد. زنان این انجمن را پایه‌گذاری کردند و فقط در جست‌وجوی متولیان بانویی بود که حق ورود به قراردادها، آوردن دادخواست به دادگاه و خرید و فروش ملک را داشته باشند. در آن زمان زنان متأهل به لحاظ قانونی چنین حقوقی نداشتند. کارینگتون از سال ۱۸۱۱ تا سال ۱۸۳۷ دبیر انجمن بود.
در سال ۱۸۱۳، یتیم‌خانه‌ای برای دختران ساخته شد تا به آنان امنیت، پناهگاه و آموزش ببخشد و فقر و احتمالاً تن‌فروشی برای امرار معاش را از آن‌ها دور کند. گرچه در اوایل فعالیت موفقیت خوبی به دست آمد، طی دههٔ ۱۸۲۰ ناچار شدند با کم‌کردن تعداد دختران مورد پذیرش و خدمات ارائه‌شده به دختران سفیدپوست بی‌بضاعت در بودجهٔ خود صرفه‌جویی کنند. آن‌ها از سال ۱۸۲۸ نمایشگاه‌های سالانه‌ای برای افزایش بودجه برگزار می‌کردند. سازمان به مرور زمان تغییر کرد و سرانجام به بنیاد یادبود برای کودکان تبدیل شد. در سال ۲۰۰۲، این سازمان بیش از ۹۰۵ هزار دلار برای برنامه‌های آموزشی و فرهنگی اعطا کرد.

## ویلیام کاسول
ویلیام کاسول که در اوایل ۱۸۳۴ رانندهٔ کارینگتون که در سابق برده بود. او به کارینگتون در انجام وظایف سازمان کمک می‌کرد و کارینگتون نیز با ارائهٔ درخواست به هیئت قانون‌گذاری، ترتیبی اتخاذ کرد تا او بتواند در ویرجینیا اقامت کند.
در آن ایام، آزاد بودن برای آمریکایی‌های آفریقایی‌تبار دشوار شده بود. آن‌ها در مرز شکننده‌ای میان تمایز با برده‌های سیاه و تمایز با همسایه‌های سفیدپوست خود زندگی می‌کردند. یافتن شغل آسان نبود. آمریکایی‌های آفریقایی‌تبار از زوج‌های سفیدپوست مالیات بیشتری پرداخت می‌کردند، زیرا همهٔ زنان آمریکایی آفریقایی‌تبار شامل مالیات می‌شدند. همچنین بعد از آزاد شدن به‌سختی می‌توانستند در ویرجینیا بمانند. حقوقی مانند حق رأی نیز از ابتدای قرن هجدهم برای‌شان ممنوع شده بود. آن‌ها فاقد حق مالکیت یک دفتر که هر گونه قدرتی در برابر سفیدپوستان داشته باشند، بودند. سیاه‌پوستان آزاد مظنونین کمک به فرار برده‌ها و در نتیجه مظنونین جامعه بودند. برخی قوانین حاکم، آزادسازی برده‌ها را برای برده‌داران دشوار و برده‌ها را ملزم به ترک ویرجینیا طی شش ماه پس از آزادی می‌کرد.

## مرگ
کارینگتون در ۱۵ فوریه ۱۸۴۲ در ریچموند چشم از جهان فروبست. او احتمالاً در کلیسای اسقفی سنت جان در ریچموند در جوار همسر دومش آرمیده‌است. یک آگهی ترحیم در ریچموند اگزمینر بیان کرد: «ذهن هوشمند و متمدن، قلب سخاوت‌مند و فعالیت‌های خیرخواهانهٔ او موجب شد تا انجمن بشردوستانهٔ زنان ریچموند مزین به یادبودی همیشگی شود» و «عمل‌کرد پارسایانه‌اش وی را به یکی از برجسته‌ترین زنان ویرجینیا تبدیل کرد».

## میراث
کتابخانهٔ ویرجینیا در سال ۲۰۱۳، عنوان افتخار زنان ویرجینیا در تاریخ را به الیزابت داد. محل خانهٔ سابق وی، مانند چند زن برجستهٔ دیگر ویرجینیا، روی تور صوتی به نام زنان ویرجینیا در تاریخ – شهر ریچموند ثبت شد:
الیزابت امبلر برنت کارینگتون که منزلش در بخش جنوبی کلِی و خیابان یازدهم قرار دارد، در زمانه‌ای که زنان به‌ندرت در امور عمومی جامعه نقشی ایفا می‌کردند، در اوایل قرن نوزدهم دغدغهٔ مصائب دختران یتیم را داشت. همچنین او به تأسیس انجمن بشردوستانهٔ زنان ریچموند کمک کرد.
نوشته‌های او در چندین مجموعه نگهداری می‌شوند:
- فتوکپی‌های نگاتیو نوشته‌هایش – شامل مکاتبات او با جان مارشال، جورج واشینگتن و همسرانش – در کتابخانهٔ کنگره در واشینگتن دی.سی. نگهداری می‌شوند.[۱۳][۱۴]
- مکاتبات او با جان مارشال در مجموعهٔ آلبرت جرمیا بیوریج از نوشته‌های جان مارشال در کتابخانهٔ کنگره نگهداری می‌شوند.[۱۵]
- سایر مکاتبات در کتابخانهٔ اموال ماونت ورنون املاک نگهداری می‌شوند. این مکاتبات شامل نامه‌های او از سال ۱۷۸۰ که مجرد بود و با بتسی امبلر امضا می‌کرد تا ۱۸۲۳ می‌شود. این نامه‌ها ازجمله به خواهرش نانسی و دوستش میلدرد اسمیت نوشته شده‌اند. یکی از نامه‌ها را ماونت ورنون در نوامبر ۱۷۹۹، یک ماه قبل از مرگ جورج واشینگتن، نوشته‌است.[۱۶]
- بخش دیگری از مکاتبات او در کتاب‌خانهٔ جان دی. راکفلر جونیور در بنیاد مستعمراتی ویلیامزبورگ در ویلیامزبورگ، ویرجینیا نگهداری می‌شوند. آن‌ها نسخه‌های شخصی کارینگتون هستند که به دیگران ارسال می‌کرد و شامل نامه‌هایی به خواهر خود، آن امبر فیشر و دوستانش فرانسیس کینز از بریستول انگلستان و میلدرد اسمیت دادلی از یورک تاون، ویرجینیا می‌شوند. نامه‌ها سختی‌های دوران جنگ انقلاب آمریکا هنگام فرار از بریتانیا و مصائب پس از جنگ را شرح می‌دهند. نامه‌ها همچنین از زندگی اسفناک یک دوست و مرگ همسر اولش سخن به میان می‌آورد. همچنین نامه‌هایی در مورد جان ای.بی. فیشر، هنگامی که حرف ورود به وزارت را پیش می‌کشد و برادرخوانده‌اش جان مارشال، قاضی ارشد نیز در میان این نسخه‌های مکتوب هستند.[۱۷]
- نامه‌های بتسی امبلر کارینگتون در کتابخانهٔ آلدرمن دانشگاه ویرجینیا نگهداری می‌شوند.[۱۸]